# Strawbs (album)
Strawbs is het eerste album van de groep met dezelfde naam. Na de opnamen van twee singles mag Strawbs een elpee opnemen voor A & M Records. Ze krijgen een budget van 15.000 Britse ponden en gaan met Gus Dudgeon als producer de studio in. Dudgeon was ooit huisgenoot van Tony Hooper. Als de uiteindelijke opnamen bij A&M terechtkomen is dit bedrijf niet tevreden over de opnamen; de Strawbs moeten opnieuw de studio in. Een deel van de afgekeurde songs komt terecht op Strawberry Music Sampler No. 1. In het gevolg van Dudgeon komt orkestrator Tony Visconti mee, en in diens gevolg weer Rick Wakeman.
Dat A&M achteraf gelijk heeft gekregen blijkt uit de uiteindelijke populariteit van de compositie The Battle, waarin Cousins aan de hand van een schaakbord protesteert tegen oorlog en racisme. The Battle zou oorspronkelijk niet op het album komen, maar is wel een van de eerste epische stukken binnen de progressieve rock. Het nummer werd zo populair, dat A&M nog overwogen heeft het 6:12 durende lied uit te brengen op single.
Het album zou eerst aan elkaar gepraat worden; tussen elk muzikaal werkje zou een tekst opgelezen worden. Simon and Garfunkel waren de Strawbs echter voor; het werd daarom achterwege gelaten. Bij één track is het gepraat gebleven; de openingstrack heeft een gesproken woord van Richard Wilson, later wereldberoemd met tv-komedie One Foot in the Grave.

## Musici
- Dave Cousins – zang, gitaar
- Tony Hooper – zang, gitaar
- Ron Chesterman – contrabas

Daarnaast spelen nog meerdere mensen mee, die al dan niet bij de credits genoemd worden. Rick Wakeman speelt de toetsenpartijen in, maar wordt niet genoemd. Wel genoemd worden:
- John Paul Jones van Led Zeppelin; hij speelt basgitaar op Jesus
- Ronnie Verrall - slagwerk op The Battle
- Nicky Hopkins – piano
- John Mackswitch (geluidstechnicus)
- Lionel Ross
- Tom Browne (een producer, die voor dit album de Strawbs begeleidde)
- Alan Hawkshaw- toetsen
- Terry Brown – (geluidstechnicus bij Gus Dudgeon)
- Nosrati and her Arab friends
- Tony Visconti - blokfluit

## Composities
1. The man who called himself Jesus (Cousins)
2. That which was mine (Cousins)
3. All the little ladies (Cousins / Hooper)
4. Pieces of 79 and 15 (Cousins / Hooper) met mellotron-solo van Wakeman;
5. Tell me what you see in me (Cousins) met Nosrati;
6. Oh how she changed (Cousins / Hooper)
7. Or am I dreaming? (Cousins)
8. Where is this dream of your youth? (Cousins)
9. Poor Jimmy Wilson (Cousins)
10. Where am I/I’ll show you where to sleep (Cousins)
11. The Battle (Cousins).
12. Interview / That which was mine [*]
13. Poor Jimmy Wilson [*]
14. The Battle [*]

Tijdens de opnamen ontstond een meningsverschil tussen Cousins en Dudgeon, waardoor voor het tweede album Dragonfly Visconti de producer werd.
Op 12 augustus 2008 volgt de officiële cd-versie. Het geluid is veel beter dat de Koreaanse-versie. Er zijn drie bonustracks (aangegeven met [*]) opgenomen; het zijn opnamen van "Top Gear" van John Peel (12 januari 1969, waarbij The Battle met Wakeman en Claire Deniz agressiever klinkt dan op het album zelf. Verder wordt Stuart Kerrison en Strawbs benoemd als producer van (5) en Tony Visconti van (8). De geremasterde versie heeft twee missers:
- de bijbehorende sticker doet melding van vier bonustracks; het zijn er drie
- het boekwerkje heeft geen bladzijden 8 en 9; wel tweemaal bladzijden 10 en 11